# Joker: Folie à Deux (banda sonora)
Joker: Folie à Deux (Music from the Motion Picture) es la banda sonora de la película homónima de 2024, interpretada por sus protagonistas, Joaquin Phoenix y Lady Gaga. Fue lanzada simultáneamente con la película el 4 de octubre de 2024, a través de WaterTower Music e Interscope Records. La banda sonora de Joker: Folie à Deux estuvo a cargo de la compositora Hildur Guðnadóttir,  quien también fue la responsable de la música en la primera película de 2019, mientras la producción estuvo a cargo de Lady Gaga, Joaquin Phoenix, Todd Phillips, David Campbell, George Drakoulias, Stewart Lerman, Randall Poster, Jason Ruder y Nick Urata. 
La banda sonora incluye los 16 números musicales que se interpretan en la película. La mayoría de los actos son versiones de canciones preexistentes, además de presentar una canción original escrita y producida por Lady Gaga, titulada «Folie à Deux». La banda sonora tuvo una buena recepción comercial, ingresando a las principales listas musicales de varios países, destacándose tanto en rankings generales como en listas específicas de bandas sonoras. Alcanzó el primer puesto en la lista de bandas sonoras del Reino Unido y el sexto en la lista de bandas sonoras de Estados Unidos de Billboard, además de ingresar a las listas de álbumes principales en países como Alemania, Austria, Bélgica, Francia, Irlanda y Japón, entre otros. 
Paralelamente, el 27 de septiembre de 2024, Gaga lanzó un álbum conceptual complementario titulado Harlequin, en el que adopta el personaje de Harley Quinn y explora géneros como la ópera, el jazz y el soft rock, además de remezclar canciones de la banda sonora. La cantante afirmó que tuvo que desaprender a cantar y reducir su técnica para experimentar con nuevos estilos vocales. La banda sonora tuvo una buena recepción crítica, siendo descrita por la revista Rolling Stone como una «colección exuberante de clásicos de jazz».

## Antecedentes y desarrollo
Aunque Joker (2019) fue concebida originalmente como una película independiente sin intención de desarrollar una secuela, los planes cambiaron debido al éxito inesperado que tuvo tanto en taquilla como en crítica. En noviembre de 2019, apenas un mes después de su estreno, comenzaron a surgir reportes que indicaban que una secuela ya estaba en fase de desarrollo, generando gran expectación entre los fanáticos y la prensa especializada.
Finalmente, en junio de 2022, se confirmó oficialmente que el título de la nueva entrega sería Joker: Folie à Deux, haciendo referencia a un trastorno psicótico compartido entre dos personas. En ese momento también se comunicó que el guion de la película ya estaba en proceso, avanzando de manera simultánea con otros aspectos de la producción. Durante ese mismo anuncio, se reveló que la cantante y actriz Lady Gaga se uniría al elenco interpretando al personaje de Harley Quinn, acompañando a Joaquin Phoenix, quien retomaría su icónico papel del Joker, por el cual ganó un premio Oscar en la primera entrega de la saga. Por otro lado, la banda sonora de Joker: Folie à Deux estuvo a cargo de la compositora y chelista islandesa Hildur Guðnadóttir,  quien también fue la responsable de la música en la primera película en 2019. Guðnadóttir, conocida por su estilo sombrío y experimental, decidió mantener la atmósfera musical que caracterizó a la entrega original, asegurando una coherencia entre ambas películas, e inclusive dándole mucho más presencia en esta película.
La banda sonora incluye 16 canciones que funcionan como números musicales en la película. La mayoría de los números son versiones de canciones preexistentes seleccionadas para complementar la narrativa y entender el contexto de los personajes. Además, presenta una canción original escrita e interpretada por Gaga, «Folie à Deux», fusionando la música y la narrativa de manera más profunda. Al respecto, la cantante declaró en una entrevista con Entertainment Weekly que se inspiró para componer a través de la complejidad del personaje de Harley Quinn, afirmando que «la idea fue hacer algo para celebrar la complejidad de una mujer que tiene peligro dentro de sí y, al mismo tiempo, dulzura». Por otro lado, en una entrevista con Rolling Stone afirmó que combinó su propio estilo vocal con una interpretación inspirada en la voz de Lee, ya que el personaje «usa una voz ingenua y casi infantil en algunas canciones mientras que en otras adopta un tono más nostálgico y suave». Al respecto, afirmó que tuvo que desaprender a cantar y a reducir su técnica para experimentar con nuevos estilos vocales, probando cómo sonaría el personaje en géneros como el jazz, el surf-punk y el vals, lo que «refleja la personalidad cambiante de Harley Quinn y su voz esquizofrénica».

## Promoción y lanzamiento
En una entrevista concedida a la revista estadounidense Variety en agosto de 2024, el director Todd Phillips declaró que la música tendría un lugar importante en Joker: Folie à Deux, confirmando que los protagonistas, Joaquin Phoenix y Lady Gaga, interpretarían versiones de varios clásicos icónicos del jazz como «Get Happy», «For Once in My Life» y «What the World Needs Now Is Love», entre otras canciones. Estas interpretaciones no solo acompañan las escenas musicales de la película, sino que también buscan profundizar la conexión emocional entre los personajes principales y enriquecer la narrativa visual.
El 3 de septiembre de 2024, se lanzó un primer adelanto de la película que captó la atención de los medios y fanáticos por incluir una escena en la que Gaga y Phoenix cantaban juntos «Get Happy», una canción famosa por haber sido interpretada por Judy Garland. Coincidiendo con el lanzamiento del tráiler, Interscope Records abrió la posibilidad de realizar pedidos anticipados de la banda sonora en formatos de vinilo y CD, generando expectativas entre los coleccionistas y seguidores de la franquicia. Un segundo avance, publicado el 18 de septiembre de 2024, continuó con la promoción de los aspectos musicales de la película. En esta ocasión, se presentó a Lady Gaga interpretando una versión de «That's Life», consolidando su presencia como la coprotagonista con una fuerte impronta musical. Además, otro material promocional incluyó breves extractos de «For Once in My Life» y «What the World Needs Now Is Love», aumentando el entusiasmo por la película y su banda sonora.

## Lista de canciones
| Joker: Folie à Deux |                                                                 |                                                                                     |                            |          |  |
| N.º                 | Título                                                          | Escritor(es)                                                                        | Intérprete                 | Duración |  |
| 1.                  | «Slap That Bass / Get Happy / What the World Needs Now Is Love» | Burt Bacharach, George Gershwin, Hal David, Harold Arlen, Ira Gershwin, Ted Koehler | Nick Cave                  | 3:16     |  |
| 2.                  | «For Once in My Life»                                           | Orlando Murden, Ron Miller                                                          | Joaquin Phoenix            | 2:49     |  |
| 3.                  | «If My Friends Could See Me Now»                                | Cy Coleman, Dorothy Fields                                                          | Lady Gaga, Joaquin Phoenix | 3:12     |  |
| 4.                  | «Folie à Deux»                                                  | Lady Gaga                                                                           | Lady Gaga                  | 1:44     |  |
| 5.                  | «Bewitched»                                                     | Lorenz Hart, Richard Rodgers                                                        | Lady Gaga, Joaquin Phoenix | 2:58     |  |
| 6.                  | «That's Entertainment»                                          | Arthur Schwartz, Howard Dietz                                                       | Lady Gaga                  | 1:40     |  |
| 7.                  | «When You're Smiling (The Whole World Smiles with You)»         | Joe Goodwin, Larry Shay, Mark Fisher                                                | Joaquin Phoenix            | 1:45     |  |
| 8.                  | «To Love Somebody»                                              | Barry Gibb, Robin Gibb                                                              | Lady Gaga, Joaquin Phoenix | 1:49     |  |
| 9.                  | «(They Long to Be) Close to You»                                | Bacharach, David                                                                    | Lady Gaga, Joaquin Phoenix | 2:48     |  |
| 10.                 | «The Joker»                                                     | Anthony Newley, Leslie Bricusse                                                     | Joaquin Phoenix            | 3:41     |  |
| 11.                 | «Gonna Build a Mountain»                                        | Newley, Bricusse                                                                    | Lady Gaga, Joaquin Phoenix | 3:18     |  |
| 12.                 | «I've Got the World on a String»                                | Arlen, Koehler                                                                      | Lady Gaga                  | 2:05     |  |
| 13.                 | «If You Go Away»                                                | Jacques Brel, Rod McKuen                                                            | Joaquin Phoenix            | 3:19     |  |
| 14.                 | «Gonna Build a Mountain (Reprise)»                              | Newley, Bricusse                                                                    | Joaquin Phoenix            | 1:52     |  |
| 15.                 | «That's Life»                                                   | Dean Kay, Kelly Gordon                                                              | Lady Gaga                  | 3:03     |  |
| 16.                 | «True Love Will Find You in the End»                            | Daniel Johnston                                                                     | Joaquin Phoenix            | 2:02     |  |
| 41:21               |                                                                 |                                                                                     |                            |          |  |

## Posicionamiento en listas

### Semanales
| América           |                        |    |
| Estados Unidos    | US Top Album Sales     | 23 |
| Estados Unidos    | US Soundtrack Albums   | 6  |
| Asia              |                        |    |
| Japón             | Japan Albums           | 86 |
| Europa            |                        |    |
| Alemania          | German Albums Chart    | 43 |
| Austria           | Austrian Albums Chart  | 10 |
| Bélgica (Flandes) | Ultratop 200 Albums    | 51 |
| Bélgica (Valonia) | Ultratop 200 Albums    | 29 |
| España            | Top 100 Álbumes        | 44 |
| Francia           | French Albums Chart    | 39 |
| Irlanda           | Irish Albums Chart     | 6  |
| Italia            | Italian Albums Chart   | 92 |
| Polonia           | Polish Albums Chart    | 62 |
| Suiza             | Swiss Albums Chart     | 21 |
| Reino Unido       | UK Compilation Albums  | 9  |
| Reino Unido       | UK Jazz & Blues Albums | 2  |
| Reino Unido       | UK Soundtrack Albums   | 1  |